# Medamud

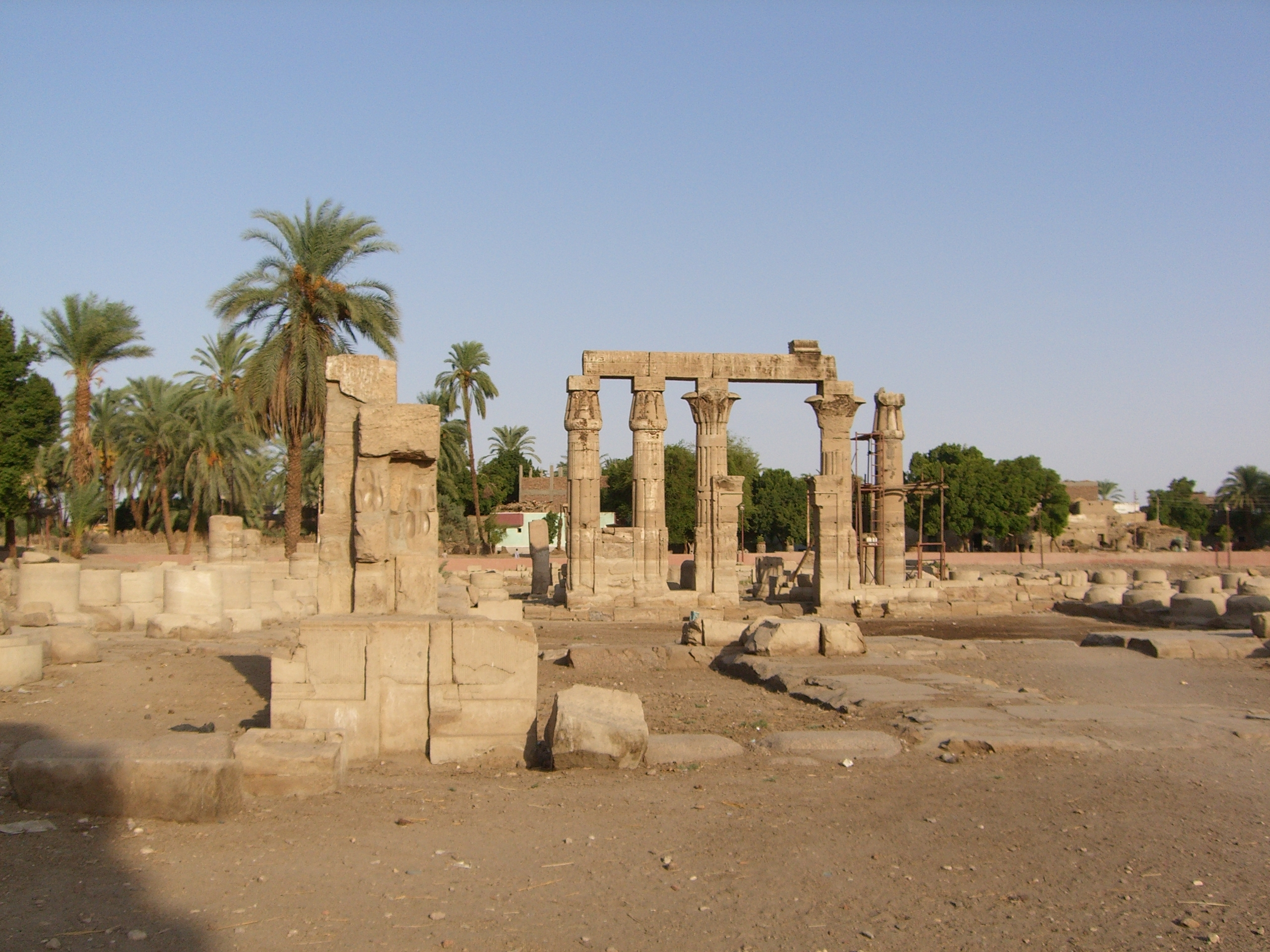
Ruinas del templo ptolemaico.

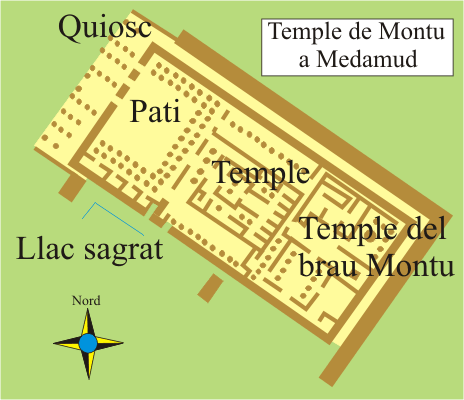
Plano: Templo de Medamud.

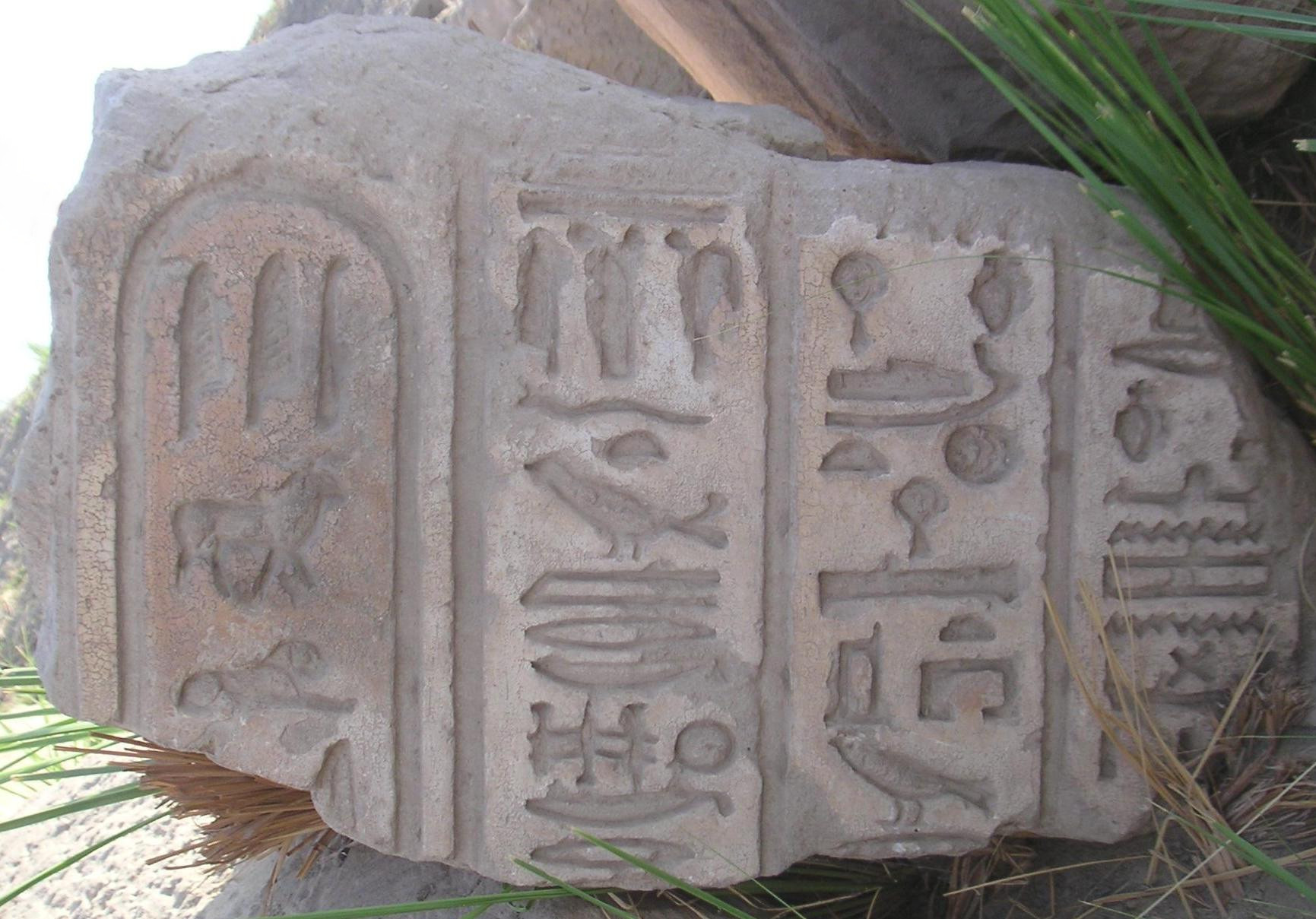
Relieve con el nombre de Tiberio.

Medamud (nombre egipcio: Madu o Mabu), antigua ciudad egipcia que se encontraba ocho kilómetros al nordeste de la moderna ciudad de Luxor. 
El lugar fue excavado por el arqueólogo Fernand Bisson de la Roque desde 1925 y reveló numerosas construcciones, incluido un templo de adobes dedicado al antiguo dios de la guerra, con cabeza de toro, Montu datado en época de Sesostris III. Este templo sustituyó a un antiguo santuario compuesto por un recinto abierto y pilonos que albergaban capillas de culto. Se piensa que este santuario primitivo se remonta al Imperio Antiguo.
El edificio de la dinastía XII constituye uno de los raros ejemplos de construcciones religiosas que perduran del Imperio Medio, junto con el templo de Sesostris III en Abidos, el templo de Medinet Madi y de Qasr el-Sagha en El Fayum, que datan del mismo tiempo o son ligeramente posteriores al de Medamud, y por supuesto el templo funerario de Mentuhotep II, de la dinastía XI, en Deir el-Bahari.
El templo seguirá decorándose bajo la dinastía XIII, en el segundo periodo intermedio de Egipto, y en particular, por Sebekhotep III que usurpará varios bajorrelieves de sus predecesores, como el de su famoso antepasado Sesostris III, que se pueden ver en el museo al aire libre de Karnak, donde el rey está representado acogido por el dios Montu, así como en el Louvre, que conserva las jambas y el dintel de la puerta de una de las capillas del templo, donde Sebekhotep III reinscribirá su nombre; el templo será modificado más tarde por los faraones de la dinastía XVIII incluido Thutmose III, que reconstruyó el santuario en piedra y lo adornó con estatuas de su efigie.
En su estado actual, el templo, se remonta al periodo ptolemaico y siguió ampliándose y decorándose bajo los emperadores romanos. Se pueden ver cartuchos de numerosos emperadores, en particular, los de Tiberio. Existía un muelle al cual se accedía por un canal conectado al templo de Montu desde Karnak, precedido de un dromos de esfinges, hoy en ruinas. Aún se pueden encontrar testimonios milenarios de peregrinos, en forma de pintadas, escritas en demótico, dedicatorias e "impresiones de pies" grabados.
Más tarde, en los siglos IV y V, se erigirá una iglesia copta de tres naves.